# Фарнак II
Фарнак [греч. Φαρνάκης] (97 — 47 до н. э.) — царь Боспорского царства, правивший в 63 до н. э. — 47 до н. э.
Фарнак был сыном знаменитого Митридата VI Евпатора, которому со 108 г. до н. э. принадлежало Боспорское царство. По свидетельству Аппиана, Митридат ценил его выше всех своих детей и часто заявлял, что Фарнак будет преемником его власти.

## Начало правления
В 63 году до н. э., после того как Митридат потерпел тяжёлое поражение от римского военачальника Гнея Помпея и всё его царство попало под власть римлян, Фарнак составил против отца заговор. Римские перебежчики и матросы провозгласили Фарнака царём. На глазах Митридата солдаты вынесли из храма стебель и увенчали им Фарнака вместо диадемы. Митридат, увидев это, тотчас покончил с собой. Фарнак отправил Помпею труп отца и за свою измену получил из его рук Боспорское царство без Фанагории.
Однако Фарнак втайне мечтал о воссоздании Понтийской державы в прежних пределах. Прежде всего он послал войска против Фанагории и захватил город. Когда же в Риме начались гражданские войны, Фарнак также завладел Синопой, задумывал завоевать Амис и начал войну против римского военачальника Домиция. Неподалёку от Никополя в Малой Армении Фарнак дал римлянам генеральное сражение и нанёс Домицию и его союзникам большое поражение — из трёх легионов два были полностью разгромлены. Домиций отступил в Азию, а Фарнак овладел Понтом. Там он вёл себя как победитель и жестокий тиран, поставивший целью укрепить за собой высокое положение своего отца: он взял с боем много городов и грабил состояние как и римских, так и понтийских граждан. Вернув Понт, Фарнак хвастался, что вернул себе отцовское царство.

## Битва при Зеле
В мае 47 до н. э. Юлий Цезарь, покончив с египетскими делами, выступил против Фарнака. Встреча двух армий произошла в Понте у города Зела. Полный презрения к римлянам Фарнак сам атаковал легионы Цезаря, построенные на крутом склоне. Эта опрометчивость очень помогла Цезарю: в упорном сражении понтийцы были наголову разбиты, а сам Фарнак едва успел спастись. С тысячей всадников он бежал в Синопу, велел убить всех коней, и со своими воинами отплыл на кораблях в Крым.
Здесь Фарнак стал собирать скифов и сарматов, и с ними захватил Феодосию и Пантикапей. Однако Асандр, которому Фарнак изначально поручил в своё отсутствие управлять Боспором, внезапно выступил против него. Воины Фарнака, потеряв лошадей, не умели сражаться в пешем строю и были разбиты. Сам же Фарнак дрался до конца и был убит.